# مادس رورسليف راسموسن
مادس رورسليف راسموسن (بالدنماركية: Mads Roerslev)‏ (24 يونيو 1999 - ) هو لاعب كرة قدم دانمركي في مركز الدفاع.

## روابط خارجية
- مادس رورسليف راسموسن على موقع الاتحاد الأوربي (الإنجليزية)
- مادس رورسليف راسموسن على موقع قاعدة بيانات كرة القدم.إي يو (الإنجليزية)
- مادس رورسليف راسموسن على موقع Soccerbase.com (لاعب) (الإنجليزية)
- مادس رورسليف راسموسن على موقع Soccerway.com (الإنجليزية)
- مادس رورسليف راسموسن على موقع عالم كرة القدم.نت (الإنجليزية)